# 海へ (武満徹)

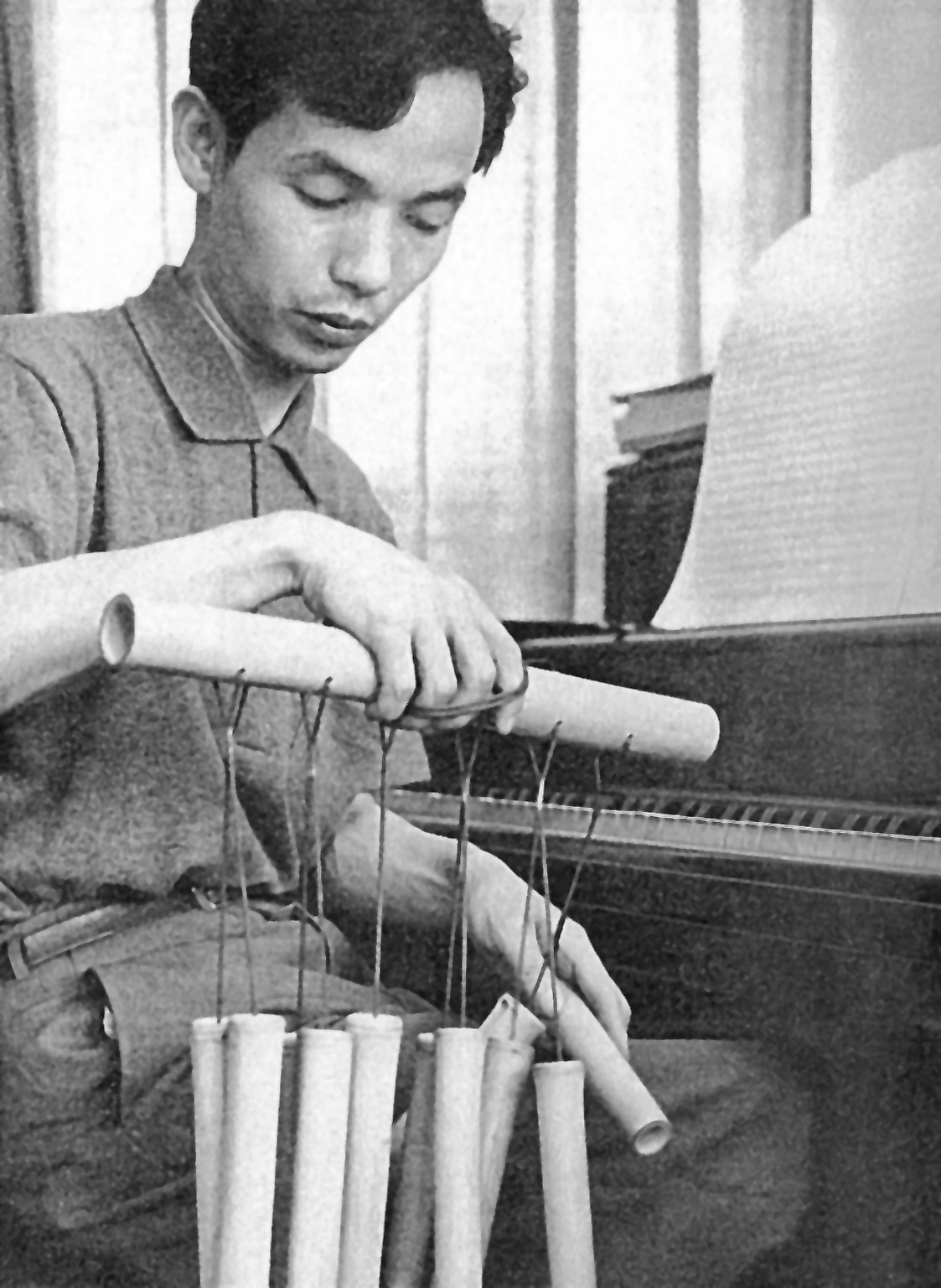
武満徹（1961年）

『海へ』（うみへ、英語: Toward the Sea）は、武満徹が1980年代に発表した楽曲である。「夜（The Night）」、「白鯨（はくげい、Moby Dick）」、「鱈岬（たらみさき、Cape Cod）」の3曲によって構成され、演奏時間は12分。「アルトフルートとギター」、「アルトフルートとハープ、弦楽合奏」、「アルトフルートとハープ」という、演奏形態が異なる3つのバージョンが存在し、それぞれ『海へ』、『海へII』、『海へIII』として出版されている。なお、本記事においては3つのバージョンの総称として『海へ』という作品名を使用し、アルトフルートとギターによるバージョンの作品名については混同を避けるため『海へ（I）』と表記する。
作品は段階的に成立しており、まず、アルトフルートとギターによる第1曲「夜」が自然環境保護団体グリーンピースの鯨保護キャンペーンのために書かれ、次いで、土本典昭監督の映画『水俣の図・物語』の音楽として「夜」がアルトフルートとハープ、弦楽合奏用に編曲された。第2曲「白鯨」と第3曲「鱈岬」は「夜」が初演された後に書き足されたものである。
『海へ』は、1980年以降の作品に特徴的な調性的な響きを持つ作品であり、武満が好んで用いた「SEAモチーフ（海のモチーフ）」が全曲にわたって使われている。

## 作品成立の過程

### セーブ・ホエール

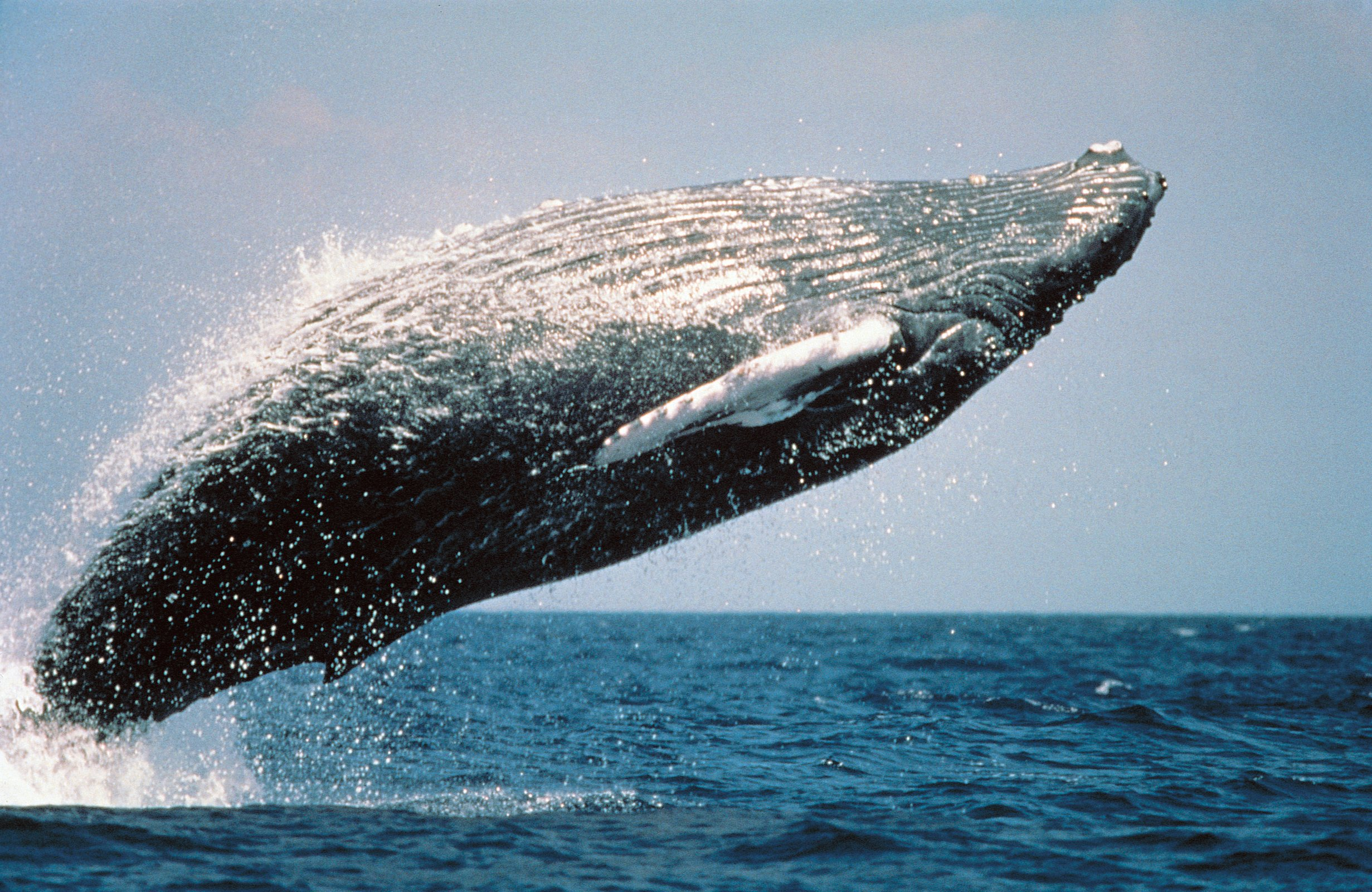
ザトウクジラ

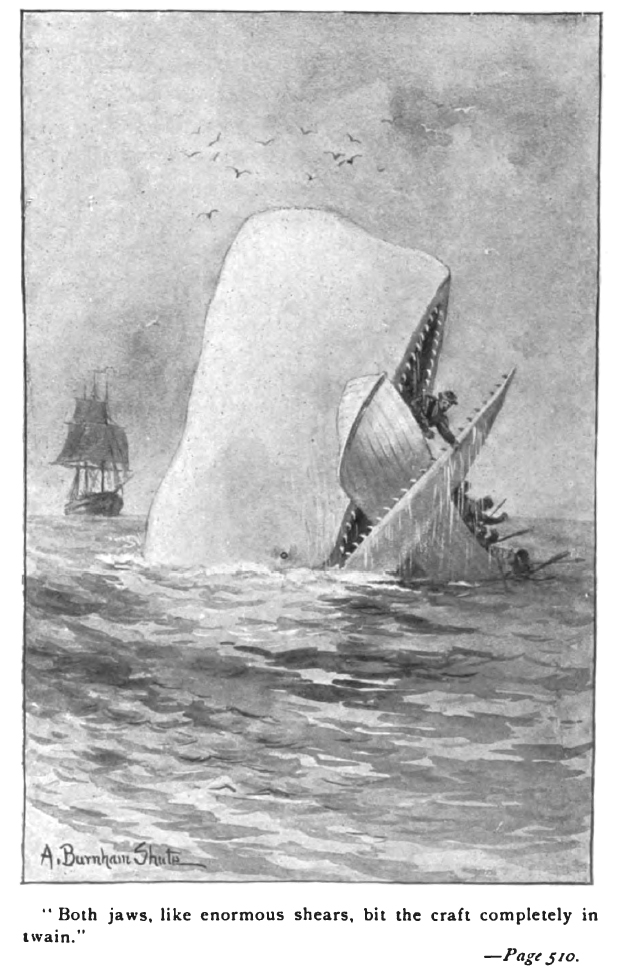
メルヴィル『白鯨』のイラスト

1971年にカナダで創設されたグリーンピースは、1975年から鯨保護（Save the Whale）キャンペーンを展開していた。グリーンピース財団はその一環として作家や写真家など様々なアーティストの作品を収録した書籍を発行することを企画し、作曲家にも協力を求めた。レナード・バーンスタイン、ジョージ・クラム、マリー・シェーファー、ジョン・ケージ、ヤニス・クセナキス、ロディオン・シチェドリンなど11名の作曲家がこれに応じて楽曲の草稿を提供し、武満はその中の一人として『海へ（I）』の第1曲「夜」を作曲した。なお、出版譜の「夜」の末尾には「August 1980 Tokyo」と記されている。
「夜」は1981年2月、カナダのトロントにおいて、ロバート・エイトケンのアルトフルートとレオ・ブローウェルのギターによって初演され、その後、第2曲「白鯨」と第3曲「鱈岬」が書き加えられた。
追加された2曲のタイトルはそれぞれ、アメリカの作家メルヴィルが1851年に発表した小説『白鯨』、19世紀に捕鯨船の基地として栄えたアメリカのケープコッド（鱈岬）に因んでおり、いずれも鯨に関係しているもののグリーンピースの鯨保護とは趣旨が異なっている。これは武満が、自然環境を保護しようというグリーンピースの精神や実践には深く共鳴しながらも、捕鯨に対する考え方が彼らとは異なっていたことによるものである。武満自身は以下のように述べ、『海へ』は「万物を生み出す海への頌歌（ほめうた）」であると説明している。
なお、武満は1964年の春にハワイを訪れた際にワイキキビーチの沖合で潮を吹くザトウクジラの姿を見ており、後年に書いた文章「西も東もない、海を泳ぐ」の中で、この時の印象を以下のように記している。

### 『水俣の図・物語』

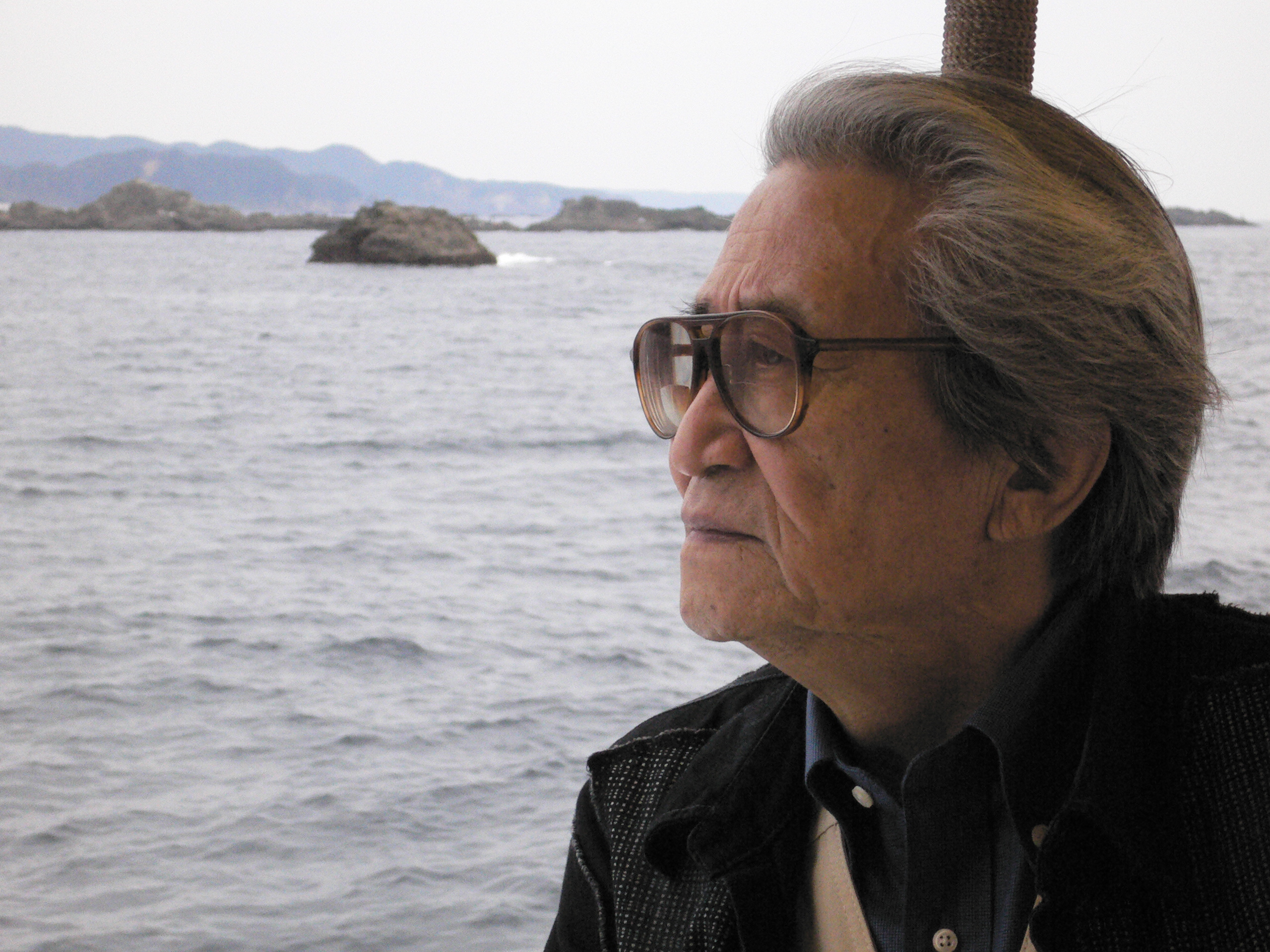
土本典昭

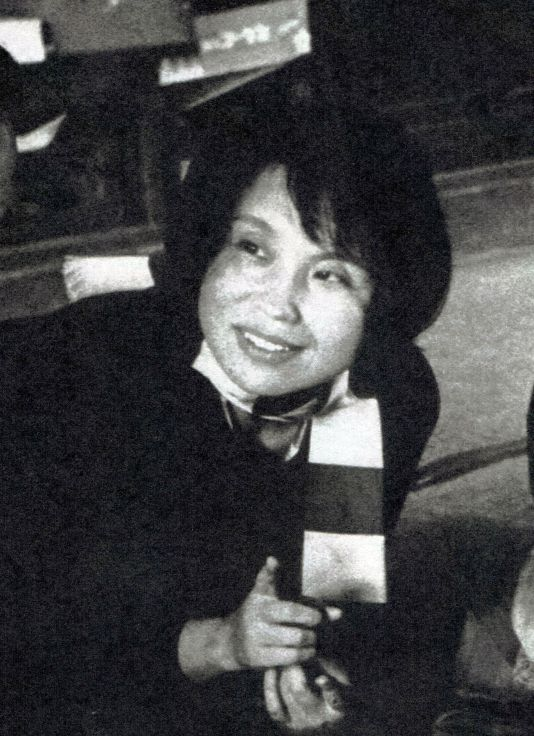
石牟礼道子

武満が制作に参加した映画『水俣の図・物語』は、水俣病を追い続けた土本典昭の監督作品であり、丸木位里・丸木俊夫妻による縦3メートル横15メートルの絵画『水俣の図』の制作過程（1980年2月に完成）および、丸木夫妻と水俣の人々との交流が描かれている。
土本と武満は、羽仁進監督による1961年の映画『不良少年』にそれぞれ助監督、音楽担当として携わったことで知り合い、その後もいくつかの羽仁作品で共に仕事をしたことがある間柄であった。土本が武満に水俣を主題とした音楽の作曲を電話で依頼すると、武満は「いま海は病んでいる。海を汚した人間の傲慢さをいたむ曲を作曲したい」と即答した。
土本はこの映画において、完成した映像に合わせて音楽を付けるのではなく、武満が「水俣の海」から連想する音楽を独自に作曲し、完成した音楽を後から映像と合わせるという方法をとった。武満は、アルトフルート、ハープ、弦楽合奏による『海へ』の第1曲「夜」および、弦楽合奏による『ア・ウェイ・ア・ローン』を作り、この映画のために提供した。土本は、1980年12月1日までに武満が『海へ Toward the Sea』を完成させたと述べている。
実際には、『海へ』はオープニング部分および、映画後半における丸木夫妻と水俣病患者との交流を描いたシーンとエンディングで流れ、この映画のクライマックスである、約20分にわたって絵画「水俣の図」のクローズアップが流れ、石牟礼道子による自作の詩「原初よりことば知らざりき」の朗読が重なる場面では、『ア・ウェイ・ア・ローン』が使われている。
武満は「自然」と題する随想の中で次のように述べている。
映画『水俣の図・物語』は1981年2月19日に公開された。この映画での演奏は田中信昭の指揮による東京コンサーツが担当している。なお、武満自身は音楽を「ちょっと明るく書きすぎた」と感じていたが、観客からは、音楽が重すぎる、暗すぎるなどの否定的な意見も寄せられた。

### 『海へ（I）』
「夜」の初演後に「白鯨」と「鱈岬」が加えられて全3曲となった『海へ（I）』は、1981年5月31日、東京で開催された第9回「Music Today 今日の音楽」最終日のプログラム「水の風景」において、小泉浩のアルトフルートと佐藤紀雄のギターにより初演された。この日のプログラム「水の風景」は武満が水に因んで書いた作品を特集したもので、『雨の樹』、『ブライス』、『ウェイヴス（波）』、『海へ（I）』、『ウォーターウェイズ（水路）』が演奏され、このうち『雨の樹』と『海へ（I）』の2曲が初演であった。
音楽学者の柿沼敏江は『音楽芸術』1981年7月号誌上で以下のように作品を評している。
なお、初演者の小泉と佐藤は『海へ（I）』の作曲にあたって楽器の奏法について武満に助言を与えており、楽譜にはこのことに対する武満の謝辞が書かれている。

### 『海へII』
アルトフルートとハープ、弦楽器のための『海へ』は、第1曲「夜」が映画『水俣の図・物語』のために編曲されていたが、その後1981年中に第2曲「白鯨」、第3曲「鱈岬」が同じ編成のために編曲された。このバージョン（『海へII』）は、1982年6月27日に札幌で開催された「武満徹世界初演曲 札幌特別演奏会」において、小泉浩のアルトフルート、篠﨑史子のハープ、岩城宏之指揮、札幌交響楽団によって初演された。この演奏会は札幌の月刊誌「ろんだん」の主催によるもので、『海へII』とともに『ア・ウェイ・ア・ローンII』、『夢の時』が初演されている。
武満と札幌交響楽団とのつながりは、札幌交響楽団が1976年12月の定期演奏会で岩城宏之の指揮によるオール武満プログラムを組んだことに始まっている。『海へII』が初演された演奏会のいきさつについて、武満は「札響と私」（札響＝札幌交響楽団）という文章の中で次のように述べている。
武満はリハーサルに立ち会っただけでなく、当日はステージでトークも行った。この演奏会は同年9月に開局を控えていたFM北海道が収録し、後に全国に放送された。なお、2016年には、当時の放送で使用したテープがFM北海道で見つかり、あらためて放送が行われている。
『海へII』は、初演の翌年、1983年5月に東京と大阪で開催された、民主音楽協会主催による「第9回民音現代作曲音楽祭」において、小泉浩のアルトフルート、篠﨑史子のハープ、尾高忠明の指揮により再演されている。弦楽合奏を担当したのは、5月21日の東京公演では東京フィルハーモニー交響楽団、5月28日の大阪公演では大阪フィルハーモニー交響楽団であった。

### 『海へIII』
アルトフルートとハープによる『海へIII』の作曲年は1989年とされており、小野（2016）によれば、『海へII』の初演を務めたハープ奏者、篠﨑史子の求めにより編曲されたとされる。しかし、小学館の『武満徹全集』の編集長を務めた大原哲夫は、アルトフルートとハープによるバージョンが、1984年1月10日に中川昌三のアルトフルートと木村茉莉のハープにより初演されていると指摘している。この指摘に対して武満浅香（武満の妻）は、1984年に行われた「初演」は木村茉莉が武満の了解のもと『海へII』を参考にして演奏したものと推測した上で、『海へIII』としての作曲年は出版年のままで良いとコメントしている。なお、『海へ』の出版譜のうち、『海へIII』には初演データが記載されていない。

## 演奏・録音
『海へ』は武満作品の中で特に演奏される機会に恵まれている。『海へ（I）』全曲及び『海へII』の初演を務めたフルーティスト小泉浩は、2003年5月に行われたインタビューの中で少なくとも通算で40回以上『海へ』を演奏していると述べている。また、『武満徹をめぐる15の証言』に収録された武満の没後10年間（1996年 - 2006年）に日本国外で演奏された武満作品の抜粋には、カナダ、イギリス、イタリア、ウクライナ、オーストラリア、カナダ、スイス、ノルウェーでの演奏記録がある。
各バージョンでの録音も複数行われている。『海へ（I）』の全曲初演を行った小泉浩と佐藤紀雄は初演翌年にあたる1982年にレコーディングを行い、その演奏は「武満徹－水の風景（WATERSCAPE）」と題したアルバムに収録された。小泉と佐藤は1996年にも同曲を録音しており、この演奏が収録された「海へ～現代日本フルート音楽の諸相」と題したアルバムは、1997年度の音楽之友社レコード・アカデミー賞「特別部門／日本人作品」を受賞している。
各バージョンの初演に関わったアーティストの録音としては上記以外に、ロバート・エイトケンによる『海へ（I）』の全曲録音や、小泉浩のアルトフルート、木村茉莉のハープ、岩城宏之指揮オーケストラ・アンサンブル金沢による『海へII』、篠﨑史子のハープ、工藤重典のアルトフルートによる『海へIII』がある。
日本人以外のフルーティストが『海へ』録音した例としては、ウィリアム・ベネットによる『海へ（I）』、オーレル・ニコレによる『海へIII』、エマニュエル・パユによる『海へIII』などがあり、パトリック・ガロワは『海へ（I）』『海へII』『海へIII』の全てを1つのアルバムに収録している。

## 楽器編成

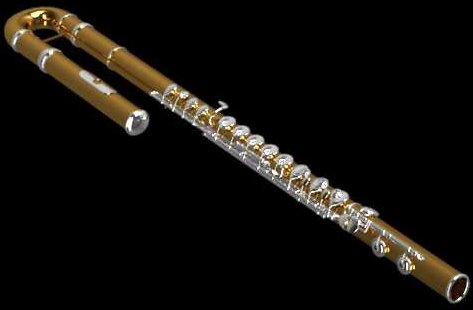
アルトフルート（U字型の頭部管をもつタイプ）

- 『海へ（I）』 アルトフルート1、ギター1
- 『海へII』 アルトフルート1、ハープ1、第1ヴァイオリン8、第2ヴァイオリン7、ヴィオラ6、チェロ5、コントラバス4 [注 19]
- 『海へIII』 アルトフルート1、ハープ1

アルトフルートのパートには、フラッタータンギングやホロートーン、カラートリル（ビスビリャンド・トリル）などの特殊奏法が使われており、特殊な運指は楽譜に図示されている。
『海へII』の弦楽セクションは、『海へ（I）』のギターが担当していたパートをハープと分担して受け持ったり、アルペジオの構成音を伸ばしやトレモロなどで補ったりしている。低音楽器を除いてピチカートが使われる頻度は少なく、ヴァイオリンとビオラについては「夜」の練習番号🄳において数拍分のみにピチカートが使われている。

## 楽譜
楽譜は全てショット・ミュージック（出版時の社名は「日本ショット」）より出版されている。各バージョンの初版が出版された年は以下のとおりである。
- 『海へ（I）』 1982年2月27日[67]
- 『海へII』 1988年8月25日[67]
- 『海へIII』 1989年3月25日[67]

## 楽曲の特徴

### 水の風景シリーズ
| 作曲年 | タイトル                 |
| ------ | ------------------------ |
| 1974年 | ガーデン・レイン         |
| 1976年 | ブライス                 |
| 1976年 | ウェイブス（波）         |
| 1976年 | マージナリア             |
| 1978年 | ウォーターウェイズ       |
| 1980年 | 遠い呼び声の彼方へ!      |
| 1980年 | ア・ウェイ・ア・ローン   |
| 1981年 | 海へ                     |
| 1981年 | 雨の樹                   |
| 1981年 | ア・ウェイ・ア・ローンII |
| 1981年 | 海へII                   |
| 1982年 | 雨ぞふる                 |
| 1982年 | 雨の樹素描               |
| 1982年 | 雨の呪文                 |
| 1984年 | リヴァラン               |
| 1984年 | ウェイヴレングス（波長） |
| 1986年 | 静寂の海                 |
| 1986年 | 夢みる雨                 |
| 1987年 | ウォーター・ドリーミング |
| 1987年 | ウェイヴレングスII       |
| 1989年 | 海へIII                  |
| 1991年 | 夢の引用                 |
| 1992年 | 雨の樹素描II             |
| 1993年 | ビトゥイーン・タイズ     |

武満が「私は、音楽を発想する時に、いつでも、水の風景を思い浮かべることで、自分の中に、新鮮な感情を喚び醒まそうとする。」と述べているように、「水」という主題は武満の創作に深く関わっている。なお、武満は雨、川、海などを「宇宙を無限に循環する水」の仮初めの形であると考えていた。
『海へ』をはじめとして、1970年代半ば以降の武満の作品には様々な姿の「水」に関係するタイトルが付けられたものがあり、それらは「水の風景シリーズ」や「水シリーズ」と呼ばれる  。ただし「水の風景シリーズ」、「水シリーズ」という名称は武満自身によるものであるが、具体的にどの曲が「シリーズ」に含まれるかは全て明らかにしておらず、シリーズを構成する作品のリストは研究者によって異なっている。

### 調性の海
1980年代は武満がモダニズムから離れて調性感のある作品を書くようになった時期であり、『海へ』について武満自身は「半分ポピュラー音楽みたいな音楽」とも述べている。
この時期の武満は自作を説明する際に「調性の海」という言葉を用いており、『海へ』については「調性の海－Sea of tonality－の素描」と説明している。また「水の風景」シリーズについては「主題が様々な変奏を経て、調性の海を目指して進むような作品シリーズを書くことが作曲家の意図である」と述べている。
『海へ』が最終的にたどり着く和音は、変ロ短調と変ニ長調の響きを持つ「変ロ、変ニ、ヘ、変イ」という変ロ短調の七の和音（下の譜例。以下「B♭m7」）であり、楽曲はこのゴールの響きを目指して進行することになる。『武満徹の音楽』の著者であるピーター・バートは、武満がB♭m7の和音を『海へ』の全曲を通して登場させるとともに和声的な工夫を凝らすことにより、最後の和音への到達を注意深く準備していると指摘している。

### SEAモチーフ
武満は人生最後の20年間に、「半音上行」と「完全四度上行」を組み合わせた三音の動機を好んで用いた。この動機を変ホ音から始めた場合（変ホ－ホ－イ）のドイツ音名は「Es－E－A」となり、さらに音名「Es（エス）」を「S（エス）」に置き換えると「S－E－A」（Sea＝海）となることから（下の譜例1.）、この動機は「SEAモチーフ」と呼ばれる(「海のモチーフ」、「循環する海のモチーフ」とも）。なお、譜例2.のように、移調されていても「半音上行、完全四度上行」の音程関係が維持されていればSEAモチーフと見なされる。
SEAモチーフの使用例は既に1974年作曲の『ガーデン・レイン』にも見られるが、武満がこの動機を「海」のイメージと結びいた音名象徴として使うようになるのは1980年代に入ってからのことである。
武満自身は「海（sea）に基づく、E♭、E、Aの三音を旋律的動機とする、パストラール風の絵画的小品」という言葉で作品を説明している。ただし、後述するように、実際には作品中においてSEAモチーフは移調した形でで使われている。船山隆（1998）は、第3曲「鱈岬」でのSEAモチーフの使用が目立つと述べているが、SEAモチーフが登場する回数自体は第2曲「白鯨」が最も多い。

### 拍と間
『海へ』では「鱈岬」のいくつかの部分を除いて拍子記号が書かれておらず、小節線についてもフレーズの区切りや終止線以外には引かれていない。ただし、合奏を伴う『海へII』には無拍子の箇所（Senza misura）と拍子が明示された箇所が使い分けられており、拍子が示された箇所には小節線が引かれている。
フレーズや曲の終わりでは「だんだん音がなくなる」という意味の「dying away」という指示が使われている。また、曲の「間」や楽器の入るタイミングを拍数ではなく具体的な秒数で指定している箇所がある。
なお、『海へII』では、先に編曲された「夜」のみ、拍子がある部分の小節線が実線ではなく点線になっており、また、「dying away」の指示が「smorz」に置き換わっている。

## 楽曲の構成
この節における表は、LEUNG Tai-wai David（梁大偉）の分析（2005）による楽曲の大きな区分と、『海へII』における練習番号による区分を示し、「SEA」の欄にはSEAモチーフが登場する回数（反行形や音の順序を入れ替えたものを除く。）を記載している。また、区分の末尾に秒数を指定した全休止が置かれている部についてはその秒数を「末尾の休止」欄に記載している。なお、この節では、アルトフルートを除くパート（ギター、ハープ、弦楽合奏）を便宜的に「伴奏」と表記する。

### 1.夜
「A - B」の二部形式。前半部分の最後まで完全な形のSEAモチーフは提示されない。後半部分（練習番号🄵以降）では、アルトフルートに「ロ－ハ－ト－変ニ」（下の譜例1.）を核とする旋律が3回にわたって登場するが、この4つの音について、次郎丸（2011）は「ロ－ハ－ト」がSEAモチーフの派生形（譜例2.）、Leung（2005）は「ハ－ト－変ニ」がSEAモチーフの音を組み替えた形（譜例3.）であるとしている。なお、この旋律は第3曲「鱈岬」において再現される。
| 区分 | 練習番号 | SEA | 特記事項 | 末尾の休止 |
| ---- | -------- | --- | --- | ---------- |
| A    |          |     | 冒頭のアルトフルートによるイ音の伸ばしはホロートーンによるpppp で始まり、クレッシェンドしながら通常の音色に変わる。間もなく四分音符＝約63のテンポで伴奏が加わるが、最初の16分音符の動きは「イ－変ロ－変ホ」のSEAモチーフが変形されたものであり、ここでは「イ－変ホ」の三全音が強調される。 | 3秒        |
| A    | 🄰        |     | 長い沈黙の後、第2のフレーズが始まる。 |            |
| A    | 🄱        |     | 初めて fff が登場する。ここでの伴奏の和音は「変イ、イ、ニ」であり、SEAモチーフの三つの音を同時に鳴らしたものである。 |            |
| A    | 🄲        |     | 第3のフレーズが始まり、その頂点で、この曲で初めてとなるB♭m7の和音が伴奏に登場する。 | 1.5秒      |
| A    | 🄳        |     | |            |
| A    | 🄴        | 1回 | フレーズの末尾において、この曲で初めてとなるSEAモチーフ（嬰ト－イ－ニ）が登場する。 | 3秒        |
| B    | 🄵        | 1回 | 伴奏が低音でSEAモチーフ（嬰ト－イ－ニ）を奏でて始まる。アルトフルートが「ロ - ハ - ト - 変ニ」の4音からなる旋律を提示する。 |            |
| B    | 🄶        |     | |            |
| B    | 🄷        |     | B♭m7の分散和音に乗り、練習番号🄵の旋律が変奏される。音域が1オクターブ高くなり、「ロ－ハ－ト－変ニ」の前後に音が追加され、トリルなどの装飾が施される。 |            |
| B    | 🄸        | 1回 | 練習番号🄵の旋律がさらに拡大され装飾される。「ロ－ハ－ト－変ニ」の前に追加された音にはSEAモチーフ（嬰ハ－ニ－ト）が含まれている。フレーズの最後はB♭m7の分散和音になる。 | 2秒        |
| B    | 🄹        |     | アルトフルートの低音の伸ばしに、伴奏が「ドルチェッシモ」と指定された和音を添え、静かに曲を終える。 |            |

### 2.白鯨
「A - A'」の二部形式。Leung（2005）は、全音音階に含まれる3音からなる動機がSEAモチーフとともに重要な役割を果たしていると分析しており、これを「鯨の動機」と名付けている。その原型となる音列（下の譜例の1.）は「夜」の練習番号🄴で登場しており、「白鯨」の冒頭では音の並びを入れ替えた譜例2.の形で提示され、その後、譜例3.の形で使われている
上の譜例3.の鯨の動機は、練習番号🄱以降においてSEAモチーフに接続される形で使われ（下の譜例。この節では「海＋鯨の動機」と表記する。）、曲の最後でのみ、単独の形で演奏される。
| 区分 | 練習番号 | SEA | 特記事項 | 末尾の休止 |
| ---- | -------- | --- | --- | ---------- |
| A    |          | 2回 | 伴奏パートによる、鯨の動機（ハ－変ロ－ホ）をベースラインとする短い前奏に始まる。前奏の最後の音が伸ばされた4～5秒後にアルトフルートが登場しSEAモチーフ（ハ－嬰ハ－嬰ヘ）による旋律を奏でる。また、伴奏の十六分音符にもSEAモチーフ（ロ－ハ－ヘ）が含まれている。 | 2秒        |
| A    | 🄰        | 1回 | アルトフルートが再びSEAモチーフ（ハ－嬰ハ－嬰ヘ）による旋律を奏でる。 |            |
| A    | 🄱        | 1回 | 分散和音に乗ってアルトフルートが三度下降する動機を繰り返し、続いてアルトフルートが三十二分音符による「海＋鯨の動機」（嬰ハ－ニ－ト ／ ロ－ヘ－嬰ハ）を奏でる。その後 Poco piu mosso でテンポが四分音符＝約60に上がり、鯨の動機は「ヘ」と「嬰ハ」の三全音のトレモロとなってクレッシェンドし、B♭m7の和音による頂点を経て静まる。なお、このセクション末尾の休止は『海へII』でのみ設定されている。 | 1.5～2秒※  |
| A    | 🄲        | 1回 | アルトフルートの旋律の中に三十二分音符による「海＋鯨の動機」（嬰ト－イ－ニ ／ 嬰ヘ－ハ－嬰ト）が含まれている。その後の頂点付近における伴奏は、『海へ（I）』ではギターによる十六分音符の反復であるのに対し、『海へII』と『海へIII』ではハープのビスビリャンド（bisbigliando、急速な音の反復）になっている。                                                                                     |            |
| A    | (🄲)      | 2回 | アルトフルートの無伴奏のソロ。パッセージの中には三十二分音符による「海＋鯨の動機」（ハ－嬰ハ－嬰ヘ ／ 変ロ－ホ－ハ）が含まれる。 |            |
| A'   | 🄳        | 2回 | 冒頭の伴奏の音型が再現し、やがてアルトフルートの無伴奏によるカデンツァ的なパッセージとなる。このパッセージの中にはSEAモチーフ（イ－嬰イ－嬰ニ）が2回含まれている。 |            |
| A'   | 🄴        | 1回 | 練習番号🄱における三度下降する動機と「海＋鯨の動機」（嬰ハ－ニ－ト ／ロ－ヘ－嬰ハ）が再現され、s最後は鯨の動機（ロ－ヘ－嬰ハ）が単独で2回奏でられて静かに終わる。 |            |

### 3.鱈岬
「A - （移行部 - A'）」の二部形式。第1曲「夜」に登場した旋律が再現されることで作品全体の構造的な結びつきが強められている。
| 区分 | 練習番号 | SEA     | 特記事項 | 末尾の休止 |
| ---- | -------- | ------- | --- | ---------- |
| A    |          | 2回     | 伴奏のみで開始される。八分音符＝85で始まるがすぐにテンポが落ちる。SEAモチーフ（ト－嬰ト－嬰ハ）が低音部、続いて内声部に登場する。 |            |
| A    | 🄰        |         | 16分の3拍子（付点八分音符＝63）のリズミカルな音楽となる。アルトフルートが「嬰ト－嬰ハ」の完全四度上行する動機をもつ旋律を奏でるが、この動機は直前のSEAモチーフの最後の2音に由来している。この部分の伴奏にはB♭m7の和音が他の和音と交互に使われている。                                                                                         |            |
| A    | 🄱        |         | アルトフルートは低音域で半音の組み合わせを変化させる。ここでも伴奏にB♭m7の和音が使われている。 |            |
| A    | 🄲        |         | Piu mosso で付点八分音符＝85～96にテンポが上がり、『海へII』では譜割りが16分の9拍子になる。アルトフルートが2連符でリディアン・スケールを上昇し、引き続き「夜」の練習番号🄷の旋律が拍子を変えて再現する。B♭m7の分散和音が静まり前半部が終わる。                                                                                                 | 2～3秒     |
| 移行 | 🄳        | 1回     | 八分音符＝63にテンポが落ちる。アルトフルートが「ロ－ハ－ト－嬰ハ」の4音から成る旋律を奏で、伴奏がB♭m7の和音を添える。わずかな間を挟みアルトフルートがSEAモチーフ（ト－嬰ト－嬰ハ）を奏でて次のセクションに移る。 |            |
| A'   | 🄴        |         | 練習番号🄰の旋律がB♭m7の分散和音を核とする5連符のオスティナートを伴って再現し、発展する。やがてアルトフルートの旋律は「嬰ヘ、嬰ト、嬰イ、嬰ハ、嬰ニ」の五音音階に基づくものに変化し、フレーズの頂点でSEAモチーフの反行型（ヘ－ホ－ロ）が現れる。                                                                                               |            |
| A'   | 🄵        |         | 練習番号🄰の旋律がB♭m7の分散和音を核とする5連符のオスティナートを伴って再現し、発展する。やがてアルトフルートの旋律は「嬰ヘ、嬰ト、嬰イ、嬰ハ、嬰ニ」の五音音階に基づくものに変化し、フレーズの頂点でSEAモチーフの反行型（ヘ－ホ－ロ）が現れる。                                                                                               |            |
| A'   | 🄶        |         | 練習番号🄰の旋律がB♭m7の分散和音を核とする5連符のオスティナートを伴って再現し、発展する。やがてアルトフルートの旋律は「嬰ヘ、嬰ト、嬰イ、嬰ハ、嬰ニ」の五音音階に基づくものに変化し、フレーズの頂点でSEAモチーフの反行型（ヘ－ホ－ロ）が現れる。                                                                                               |            |
| A'   | 🄷        |         | 練習番号🄱の再現 |            |
| A'   | 🄸        |         | 練習番号🄲の再現（「夜」の練習番号🄷の変形した再現） |            |
| A'   | 🄹        | 1回     | 八分音符＝63～72のテンポで、B♭の分散和音に乗って「夜」の練習番号🄸の旋律（SEAモチーフを含む）が再現する。リタルダンドの後に短い休止（’）を挟み、結尾に移る。 |            |
| A'   | 🄺        | [ 128 ] | 八分音符＝40にテンポが落ち、終結まで遅くなり続ける。SEAモチーフ（ト－嬰ト－嬰ハ）が伴奏のベースライン、次いでアルトフルートに登場し、B♭m7の和音で静かに美しく曲を閉じる。なお、バート（2006）は、最後の和音の直前には嬰ハ長調（＝変イ長調）の下属和音の変化和音があり、聴き手が変ロ短調ではなく変イ長調の主和音を期待することを示唆している。 |            |

## 海へ!

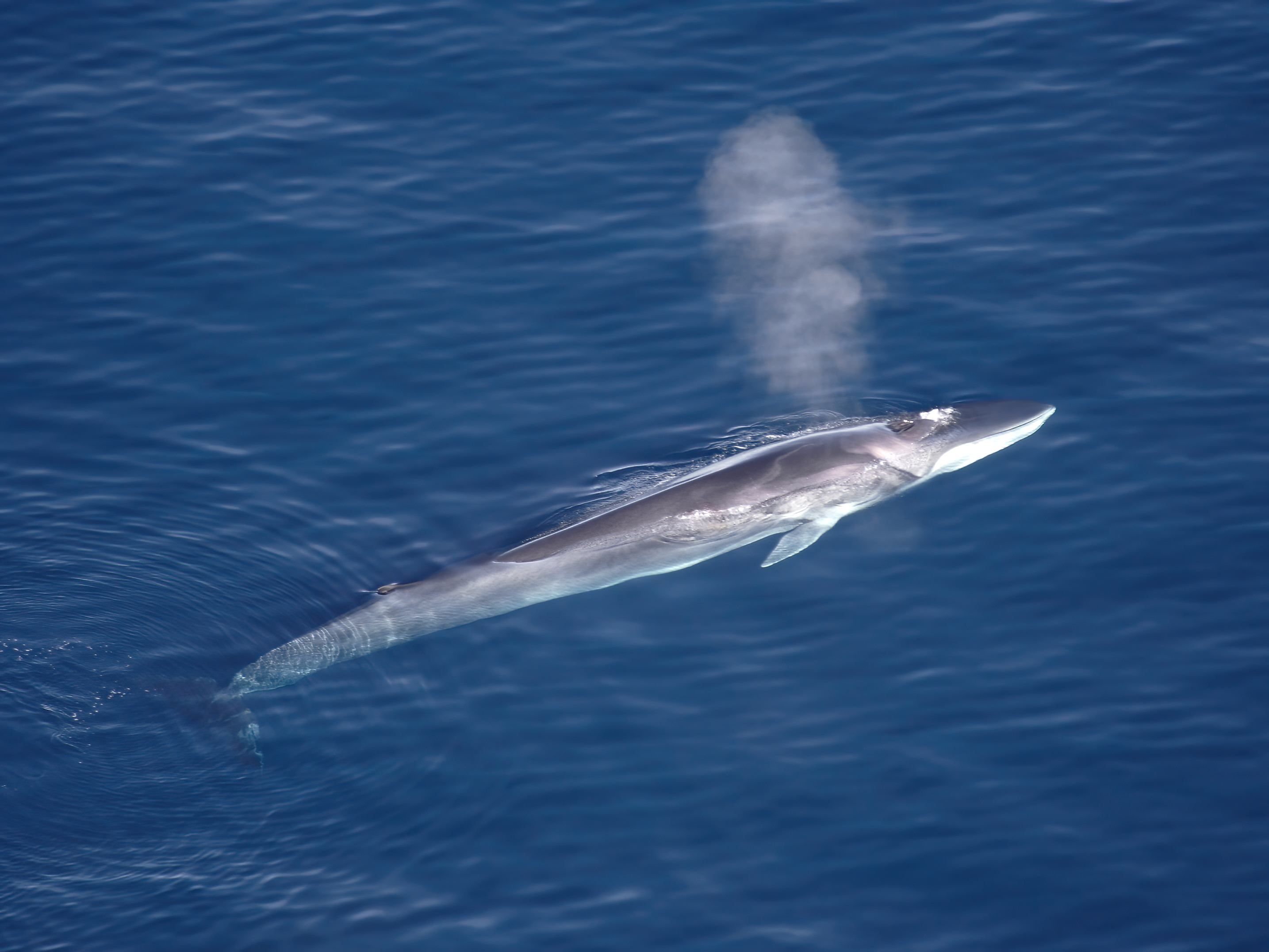
海を泳ぐ鯨

武満の死（1996年2月20日）後に出版された新潮社の広報誌「波」1996年3月号の表紙を飾ったのは、武満自筆による「海へ! Toward the SEA!」という文字とサイン、そして「SEAモチーフ」の楽譜であった。また、表紙の意味を解説する「海へ!」と題した短い文章が掲載された。これは病床の武満が死の約1か月前に執筆したものである。
最後の一節は、前出の「西も東もない、海を泳ぐ」（1991年）という文章や、友人であるピアニスト、ピーター・ゼルキンに宛てた2月3日付けの手紙にも見られる。これらの文章において、「西」と「東」は西洋の文化と東洋（日本）の文化を指しており、「西も東もない海を泳ぐ鯨」は、東西の文化を超越した国際的な芸術家の姿を象徴している。